# Missionsschwestern Unserer Lieben Frau
Die Missionsschwestern Unserer Lieben Frau ( frz.: Religieuses de Notre Dame des Missions,  Ordenskürzel: RNDMs;  eng.: Sisters of Our Lady of the Missions) sind eine  Kongregation von Missionsschwestern in der  römisch-katholischen Kirche. Die Ordensgemeinschaft wurde 1861 in Lyon (Frankreich) von der Ordensschwester Euphrasie Barbier gegründet. Der Leitgedanke der Missionsschwester basiert auf der Grundlage des  Neuen Testaments: „Gehe hinaus in die ganze Welt!“ (Matthäus 28,19  und Markus 16,15 )

## Die Ordensgründerin
Adèle Euphrasie Barbier wurde am 4. Januar 1829 in Caen (Frankreich) geboren, sie wuchs in einer christlich-human eingestellten Familie auf.  1847 trat sie als  Novizin in die „Kongregation der Benediktinerinnen vom Kalvarienberg“ ein und legte zwei Jahre später ihr  Gelöbnis zur Armut, Keuschheit und zum Gehorsam ab. 1851 entsandte sie das Mutterhaus zu den Schwestern nach London. In Verbindung mit einer Identitätskrise  wechselte Euphrasie zu den  Maristen-Schwestern und wurde nach Ozeanien beordert. Sie kehrte am 15. August 1861 nach Frankreich zurück und gründete, mit Unterstützung der Maristen-Schwestern  die Kongregation Missionsschwestern Unserer Lieben Frau. Sie trug nun den religiösen Namen „Maria vom Herzen Jesu“. Schwester Maria errichtete das erste Ordenskapitel und wurde 1864 zur ersten  Generaloberin gewählt. Mutter Maria vom Herzen Jesu verstarb am 18. Januar 1893 in Sturry ( England).

## Geschichte
Die Jahre des Ordensaufwuchses lag zwischen 1861 und 1893, schon 1865 wurden durch die Ordensgründerin die ersten Missionsschwestern nach Neuseeland entsandt. Von Lyon aus folgten nun in festgelegten Intervallen weitere Entsendungen. Die Missionsarbeit in Zentral-Ozeanien musste aufgegeben werden und ein neues Arbeitsfeld ergab sich in  Ost-Bengalen. Einer Vorsehung folgend beschloss Schwester Barbier ihre Schwestern nach England und nach Nordfrankreich zu schicken. Nach dem Tod der Gründerin  bestand die Gemeinschaft der Missionsschwestern aus 205 Mitglieder.
Der weitere Ausbau der Missionsarbeit fand zwischen den Jahren 1894–1937 statt. Von Neuseeland aus übersiedelten im Jahr 1897 Ordensschwester nach Australien, gleichzeitig nahmen sie die Arbeit in Kanada auf.  1901 verließ die Kongregation Frankreich und errichtete ihren festen Ordenssitz in Kanada. Innerhalb der nächsten fünfzehn Jahre gelang der weitere Aufbau von dreizehn Missionseinrichtungen in Manitoba und Saskatchewan. 1920 wurde die Ordensprovinz Indien errichtet und 1924 nahmen die Missionare ihre Tätigkeit in Nordvietnam auf. Im gleichen Jahr konnten die ersten Schwestern in das Gründungsland Frankreich zurückkehren.

### Stabilität und Erneuerung
Bis 1938 war die Kongregation auf 850 Mitglieder aufgewachsen und erreichte bis zum Jahr 1966 eine Mitgliederzahl von 1240. Die politischen, sozialen und wirtschaftlichen Entwicklungen sorgte für einige Umstrukturierungen und Erweiterung, so musste der Orden 1954 Nordvietnam und Burma verlassen. Nach dem  Zweiten Vatikanischen Konzil beschloss das Generalkapitel die Missionsorganisation erneut umzugestalten, das Ziel war eine straffere und effektivere Missionsarbeit.

## Organisation
Heute leitet das Generalhaus in Rom folgende Ordensprovinzen, die wiederum von Provinzoberinnen geleitet werden:
- die Provinz Australien ging in die Provinz Papua-Neuguinea über,
- Kanada wurde der Provinz Peru zugeordnet,
- die Provinz Neuseeland errichtete ihr Provinzhaus auf Samoa und
- die beiden europäischen Provinzen beschlossen in die afrikanischen Provinzen Kenia und Senegal aufzugehen.

### Generaloberinnen
- 1861 bis 1893: Marie du Coeur de Jésus (Euphrasie) Barbier
- 1894 bis ????: Marie du St. Rosaire (Françoise Eugénie) Wicht
- ???? bis ????: Marie St. Pacôme
- 1925 bis ????: Mary St Basil (Alicia) Prendergast
- 1938 bis 1954: Marie St. Denis McSweeney
- 1954 bis 1966: Mary Dominic Savio (Marie-Madeleine) Nachbauer
- 1972 bis 1984: Marie Bénédicte (Jeanne) Ollivier
- ????1993 ???: Claire Himbeault
- 2002 bis 2014: Maureen McBride (* 8. November 1953; † 26. November 2016)
- 2014 bis ????: Josephine Kane